# Helianthemum speciosum
Helianthemum speciosum är en solvändeväxtart som beskrevs av Mats Thulin. Helianthemum speciosum ingår i släktet solvändor, och familjen solvändeväxter. Inga underarter finns listade i Catalogue of Life.